# Byasanagar
Byasanagar ist eine Stadt im indischen Bundesstaat Odisha.
Die Stadt ist Teil des Distrikts Jajpur. Byasanagar hat den Status eines Municipal Council. Die Stadt ist in 26 Wards gegliedert. Sie hatte am Stichtag der Volkszählung 2011 48.911 Einwohner.
Der Bahnhof ist der Bahnhof Jajpur Keonjhar Road, der an der Hauptstrecke Haora-Chennai liegt und die einzige größere Haltestelle zwischen Bhadrak und Cuttack ist.

## Geschichte
Die Stadt entwickelte sich um den Bahnhof an der Howrah-Puri-Linie. Zu dieser Zeit war er der nächstgelegene Knotenpunkt für die beiden Städte Jajpur und Keonjhar. So kam es, dass der Bahnhof als JajPur Keonjhar Road bekannt wurde. Die Gemeinde wurde im Jahr 1963 gegründet. Im Jahr 2013 feierte sie ihr goldenes Jubiläum.